# Cnephaeus gobiensis
Cnephaeus gobiensis is een zoogdier uit de familie van de gladneuzen (Vespertilionidae). De wetenschappelijke naam van de soort werd voor het eerst geldig gepubliceerd door Bobrinskii in 1926.